# Shimoichi
Shimoichi (jap. 下市町 Shimoichi-chō) – miasto w Japonii, na wyspie Honsiu, w prefekturze Nara. Według danych na rok 2020 miejscowość zamieszkiwało 5 037 mieszkańców , a gęstość zaludnienia wyniosła 439,1 os./km².